# قلعه صلاح‌الدین

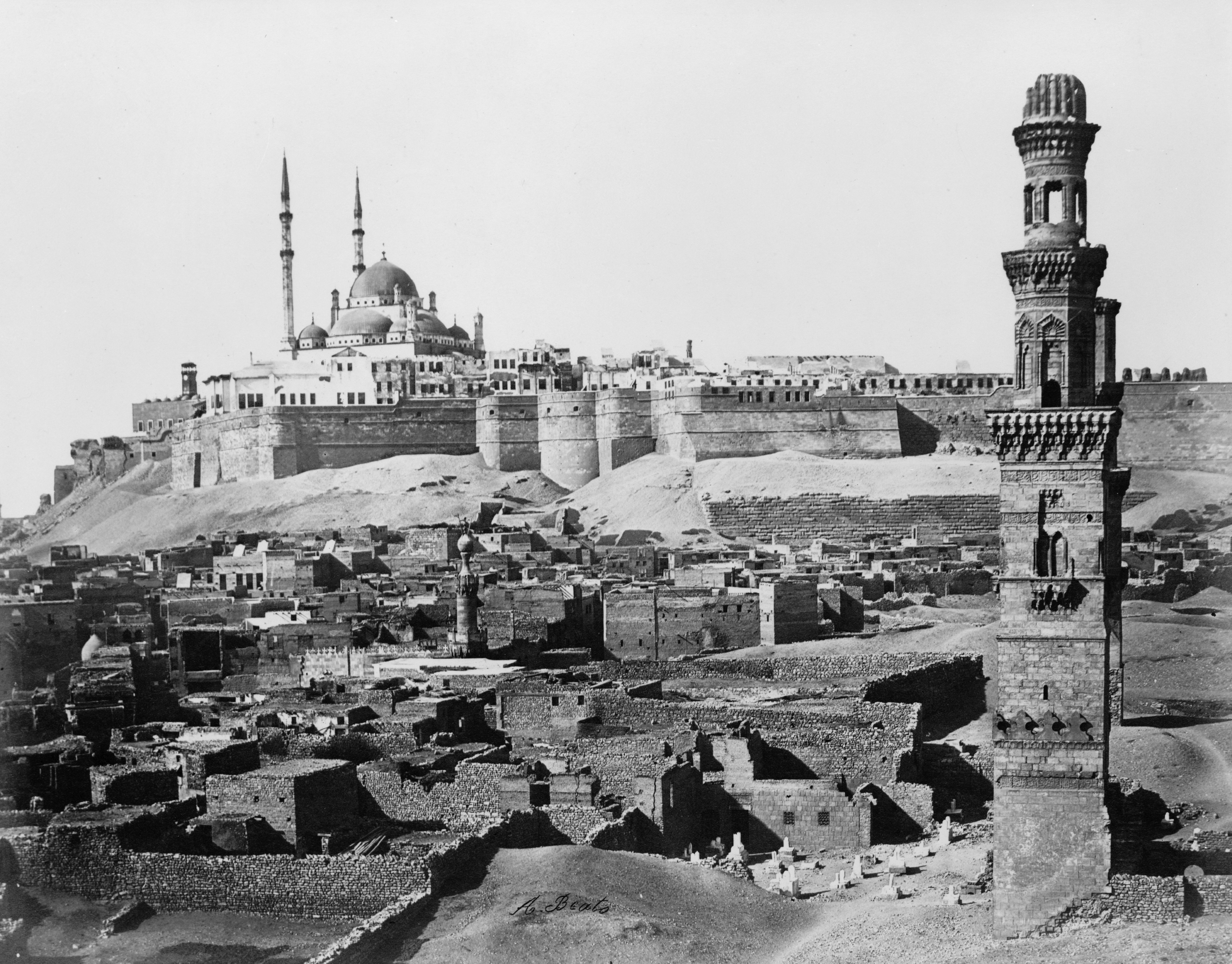
قلعه صلاح‌الدین در سده ۱۹ میلادی.

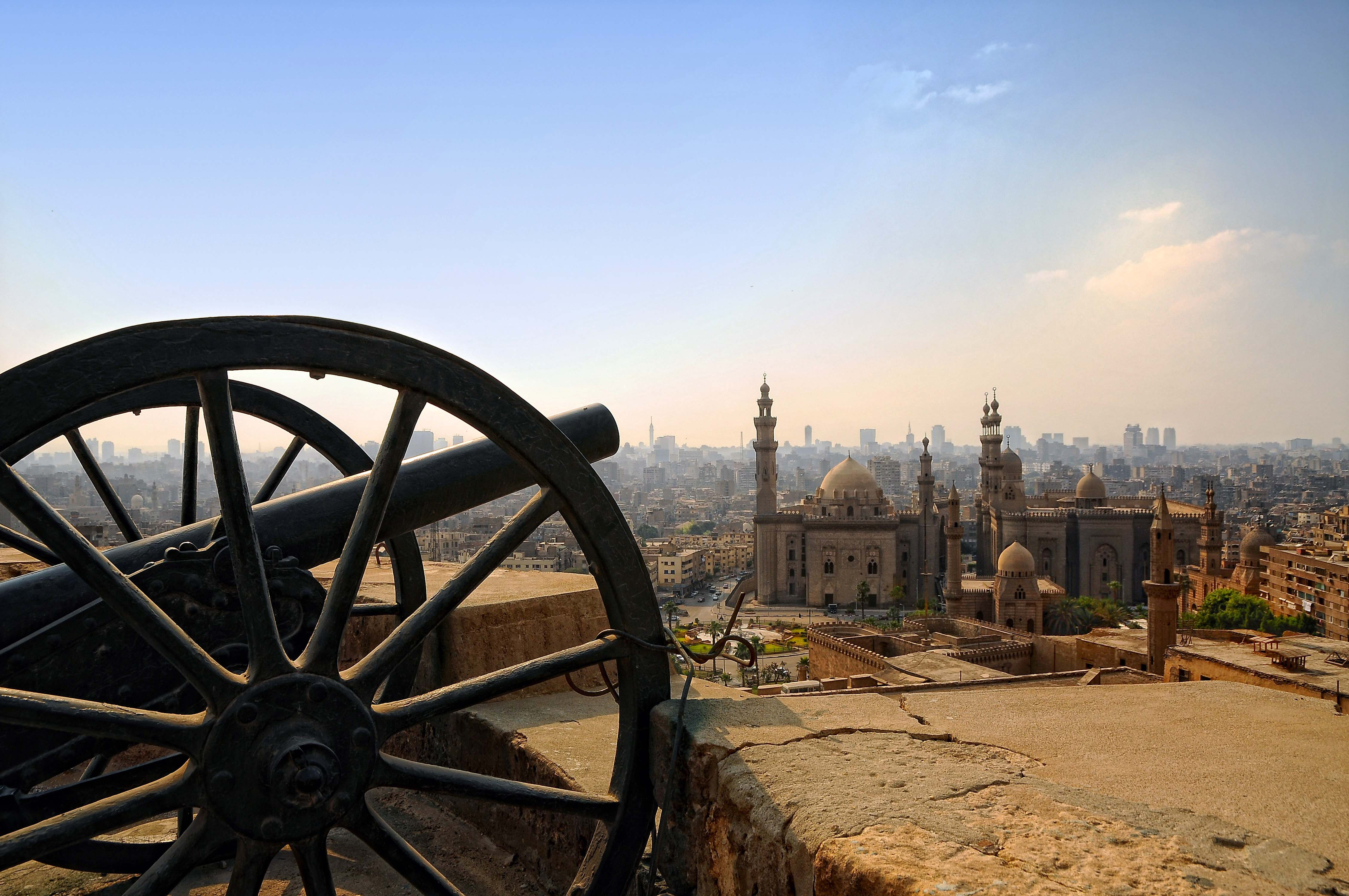
نمایی از دو مسجد مهم و تاریخی رفاعی (راست) و سلطان حسن (چپ) از فراز قلعهٔ صلاح‌الدین و دورنمای شهر قاهره.

قلعه صلاح‌الدین ایوبی، قلعه‌ای متعلق به سده میانه اسلامی است که در سبک معماری اسلامی، در مرکز شهر قاهره بنا شده‌ و به «قلعه الجبل» نیز معروف است. این قلعهٔ چندلایه به دستور صلاح‌الدین ایوبی و به منظور حفاظت از قاهره در جریان جنگ‌های صلیبی بر روی تپه مقطم ساخته‌شد. صلاح‌الدین ایوبی بنا داشت تا قلعه را سکونت‌گاه خود کند و دیوار حصار قاهره را به‌شکلی امتداد دهد تا دو شهر فسطاط و قاهره را دربرگیرد.
در قلعهٔ صلاح‌الدین سه مسجد بنا شده‌است که مهم‌ترین آن‌ها، مسجد باشکوه محمد علی پاشا در بلندای قلعهٔ صلاح‌الدین است. در نمای مسجد از سنگ مرمر کم‌نظیری استفاده شده‌است. مسجد و مدرسه ناصر قلاوون و مسجد سلیمان پاشا، دیگر مساجد واقع‌شده در قلعه صلاح‌الدین هستند.

## نگارخانه

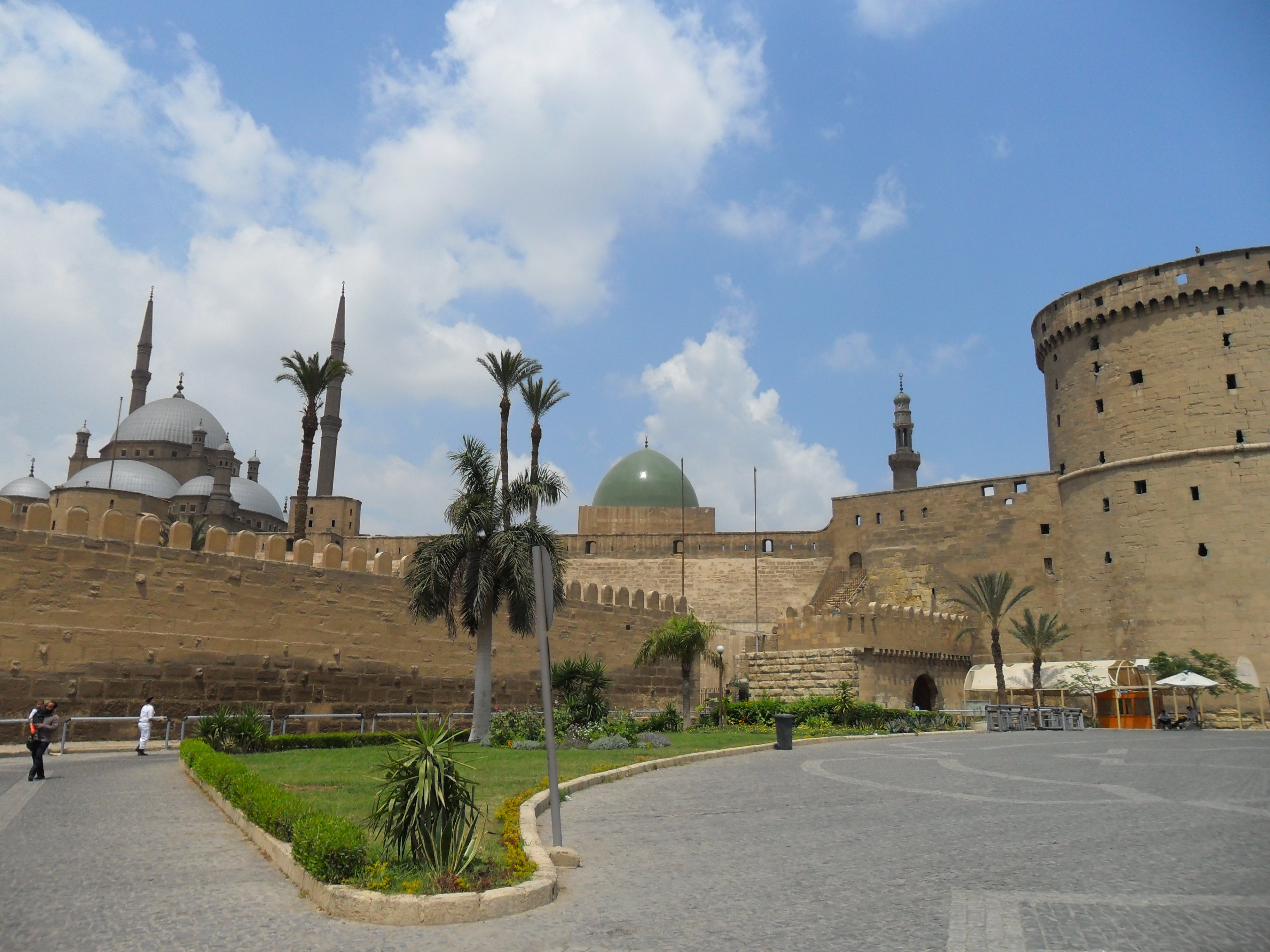
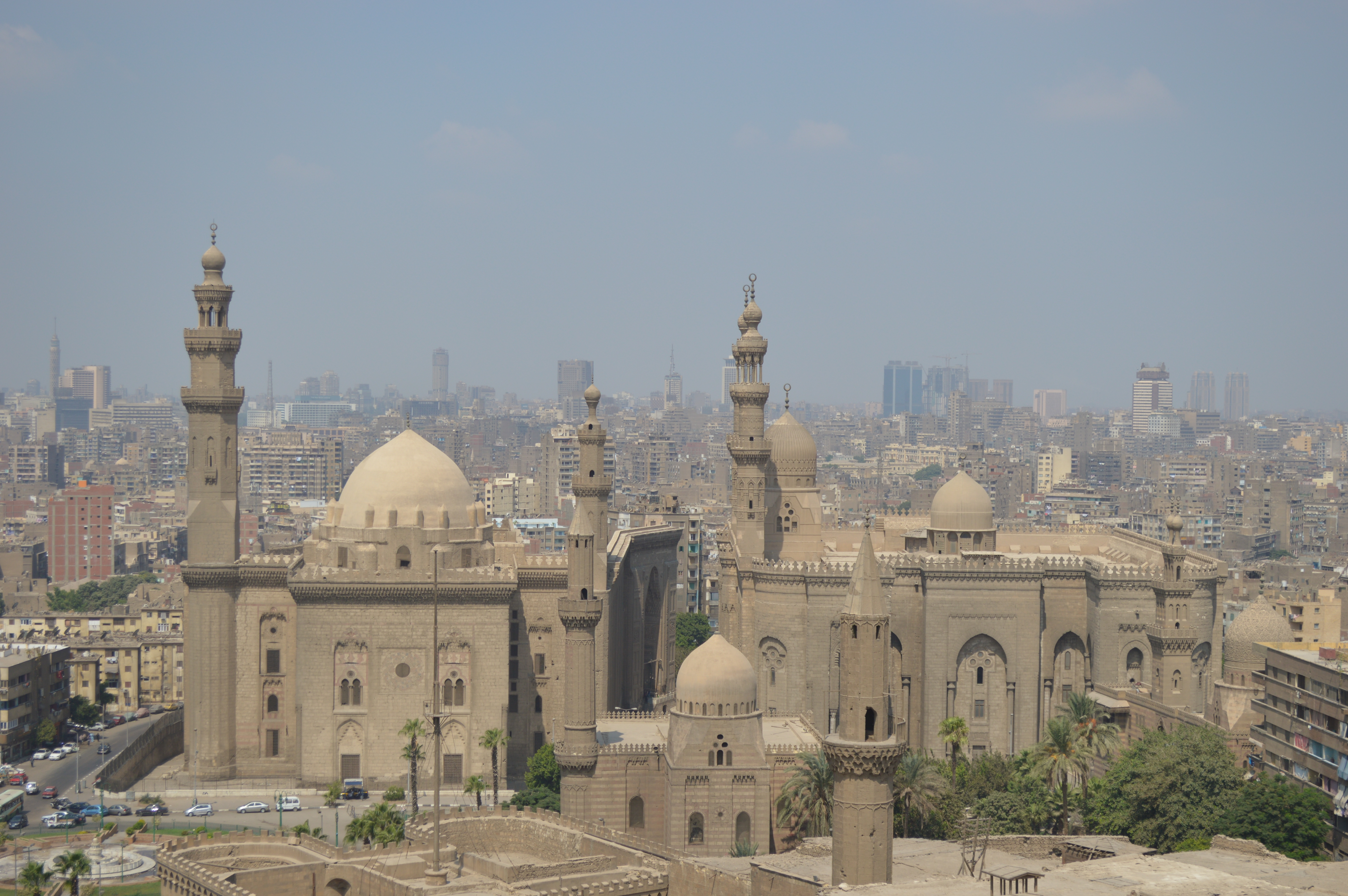
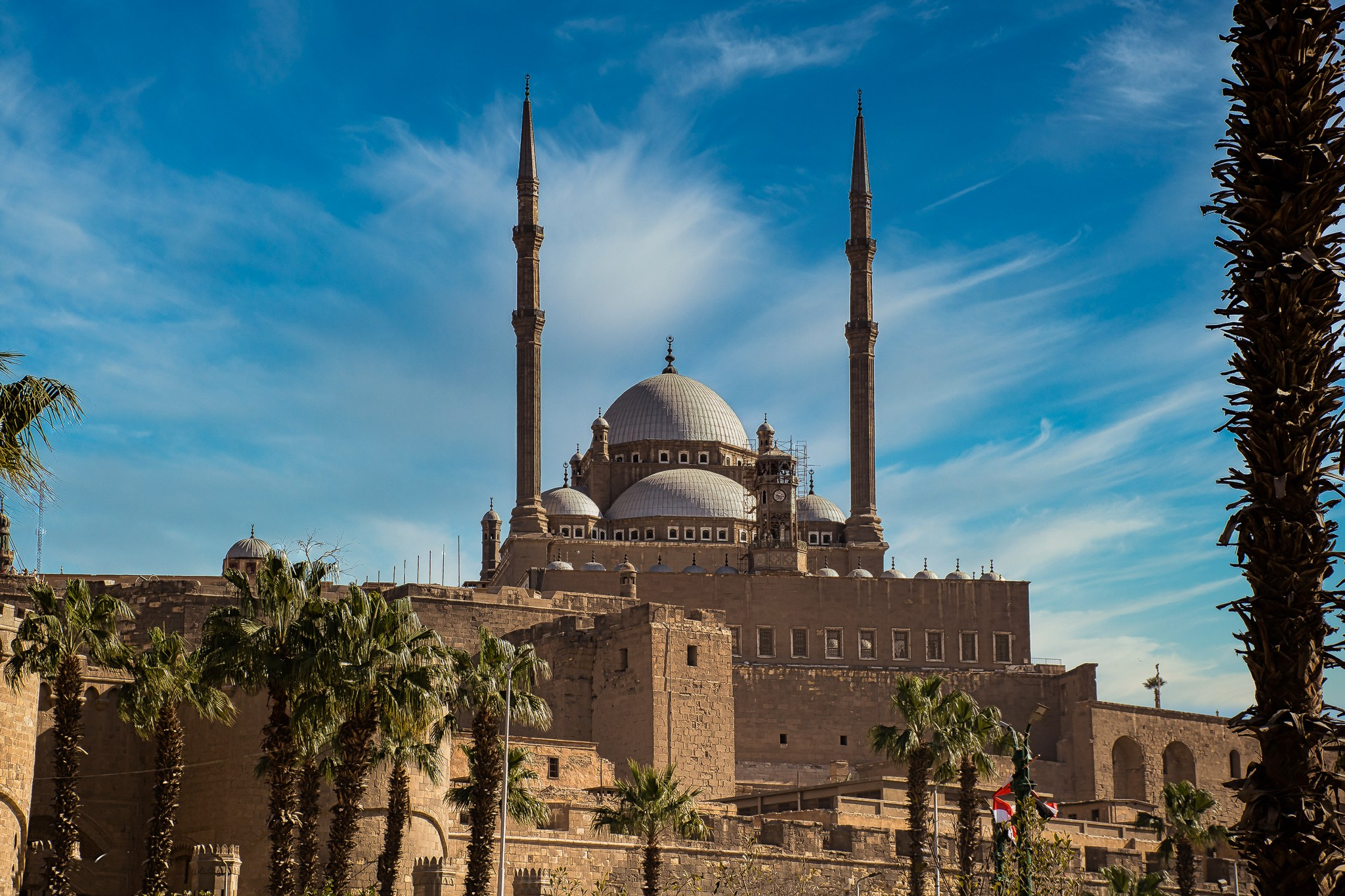
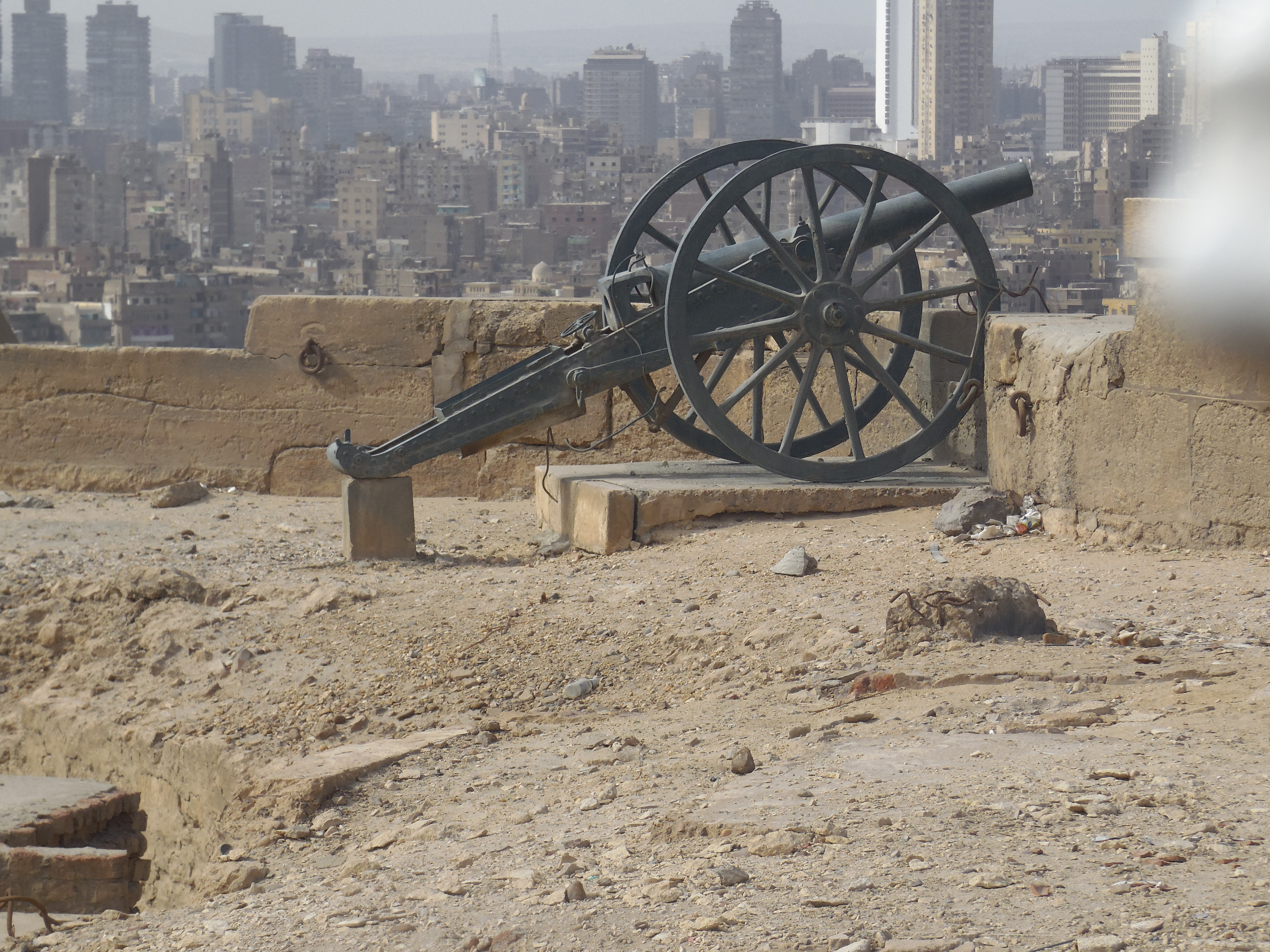
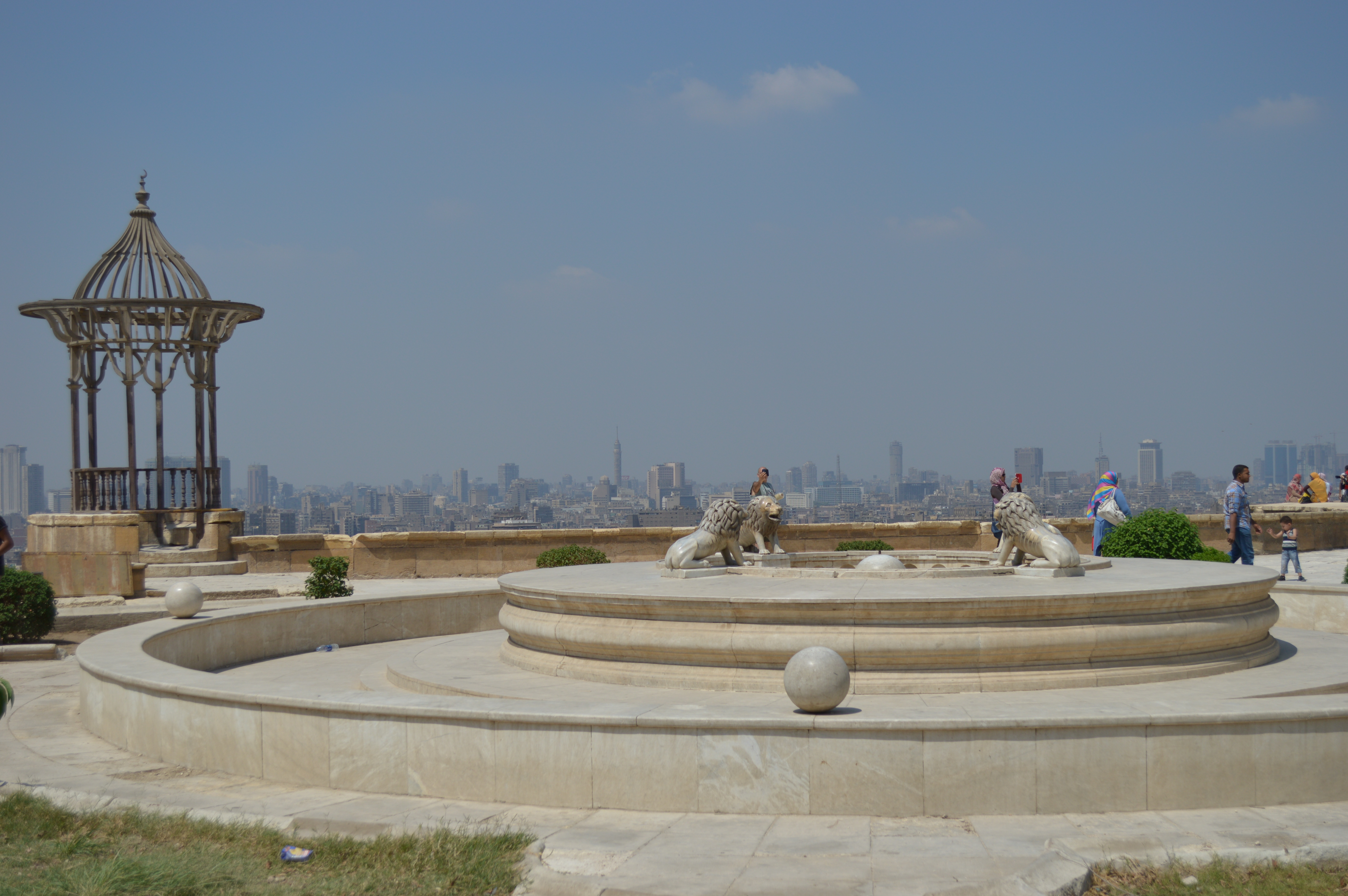
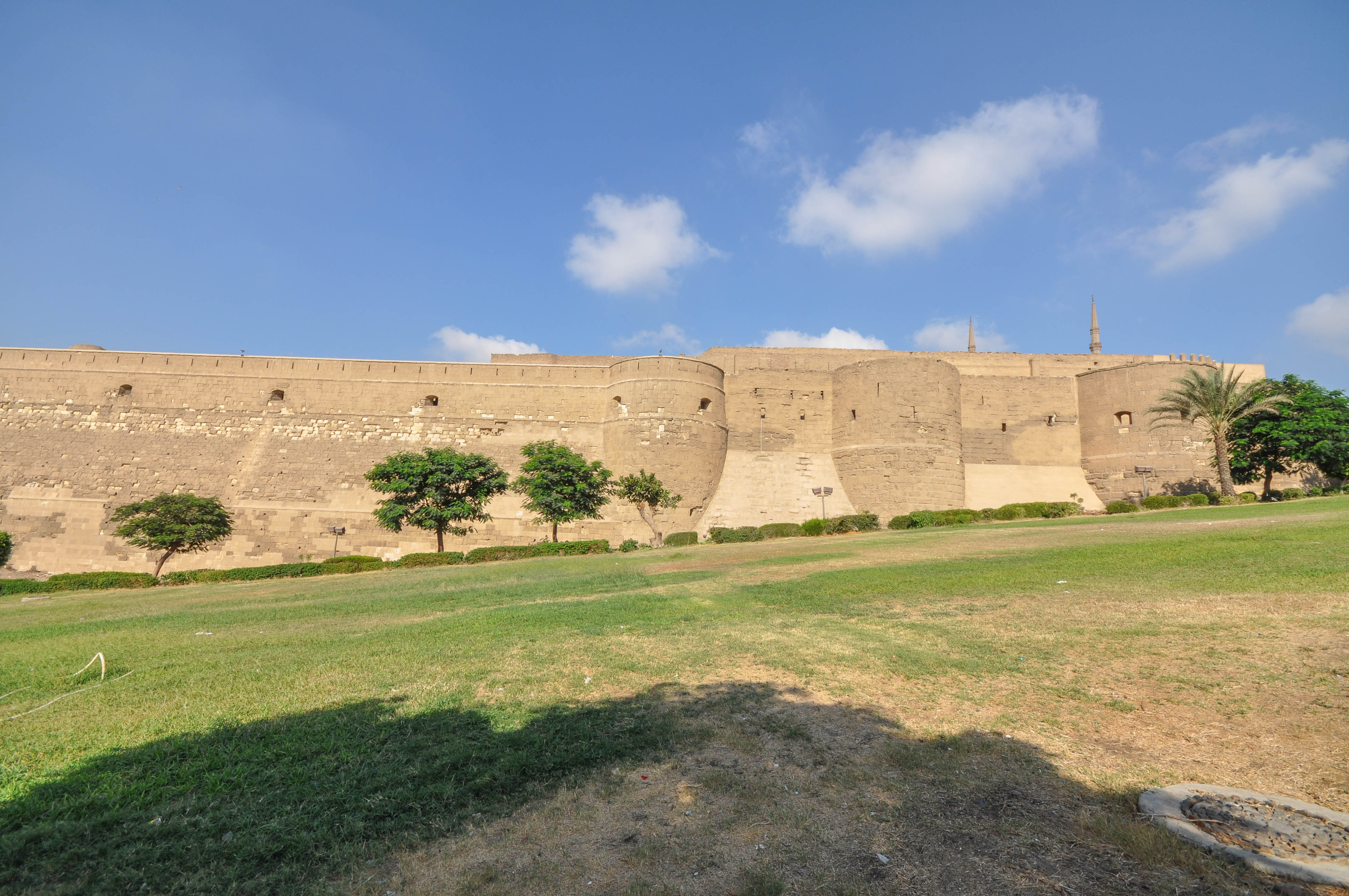
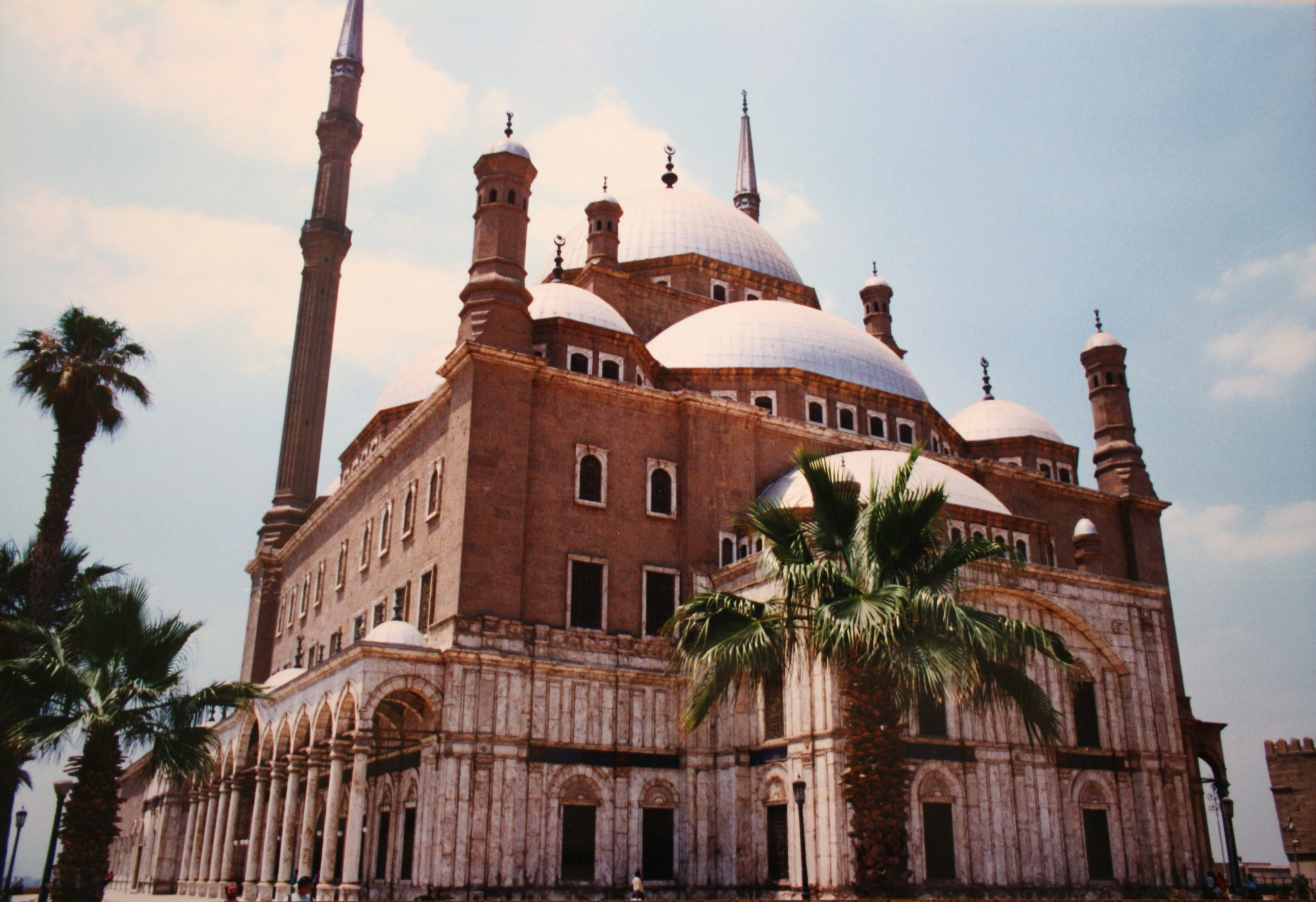
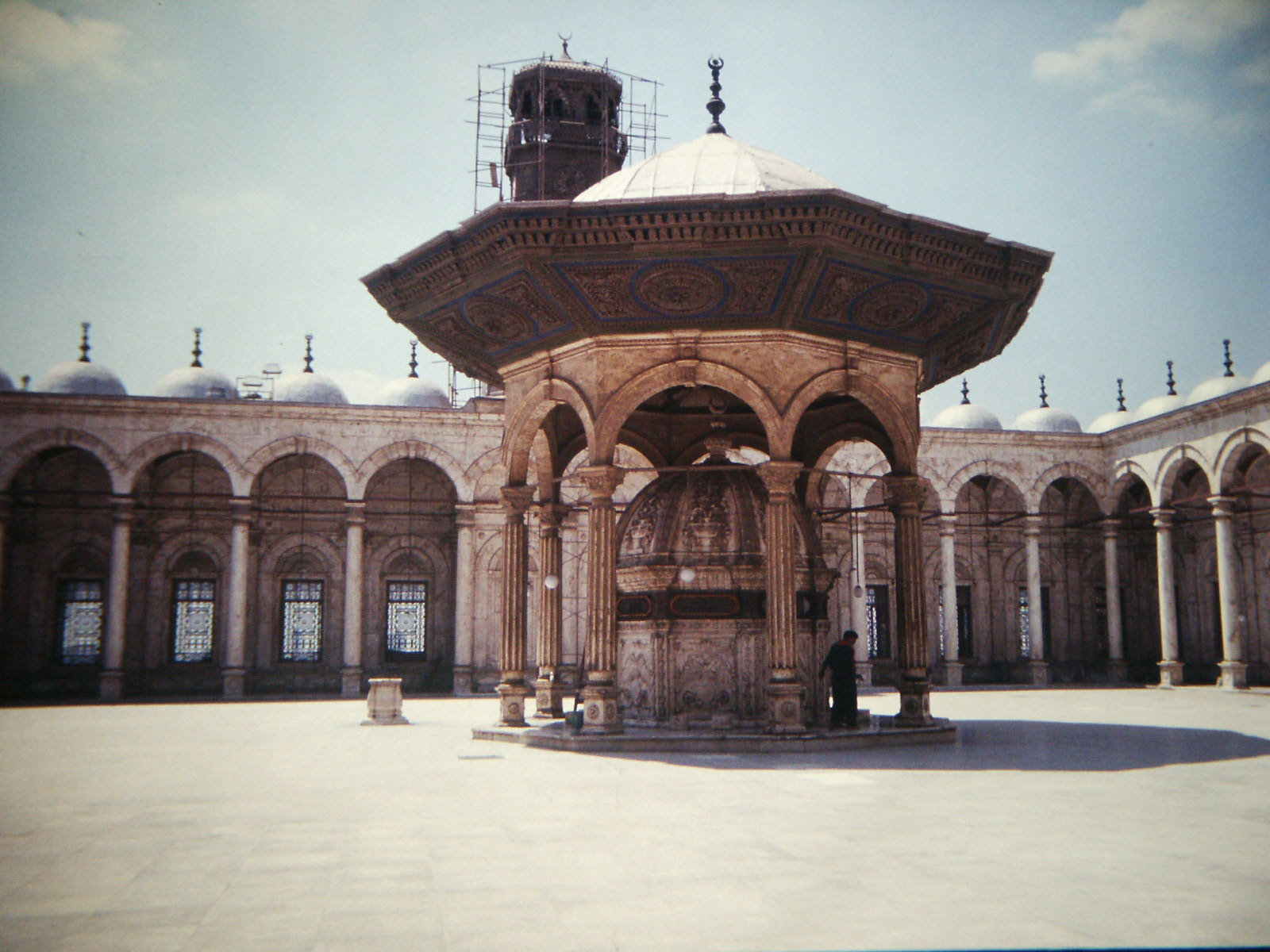
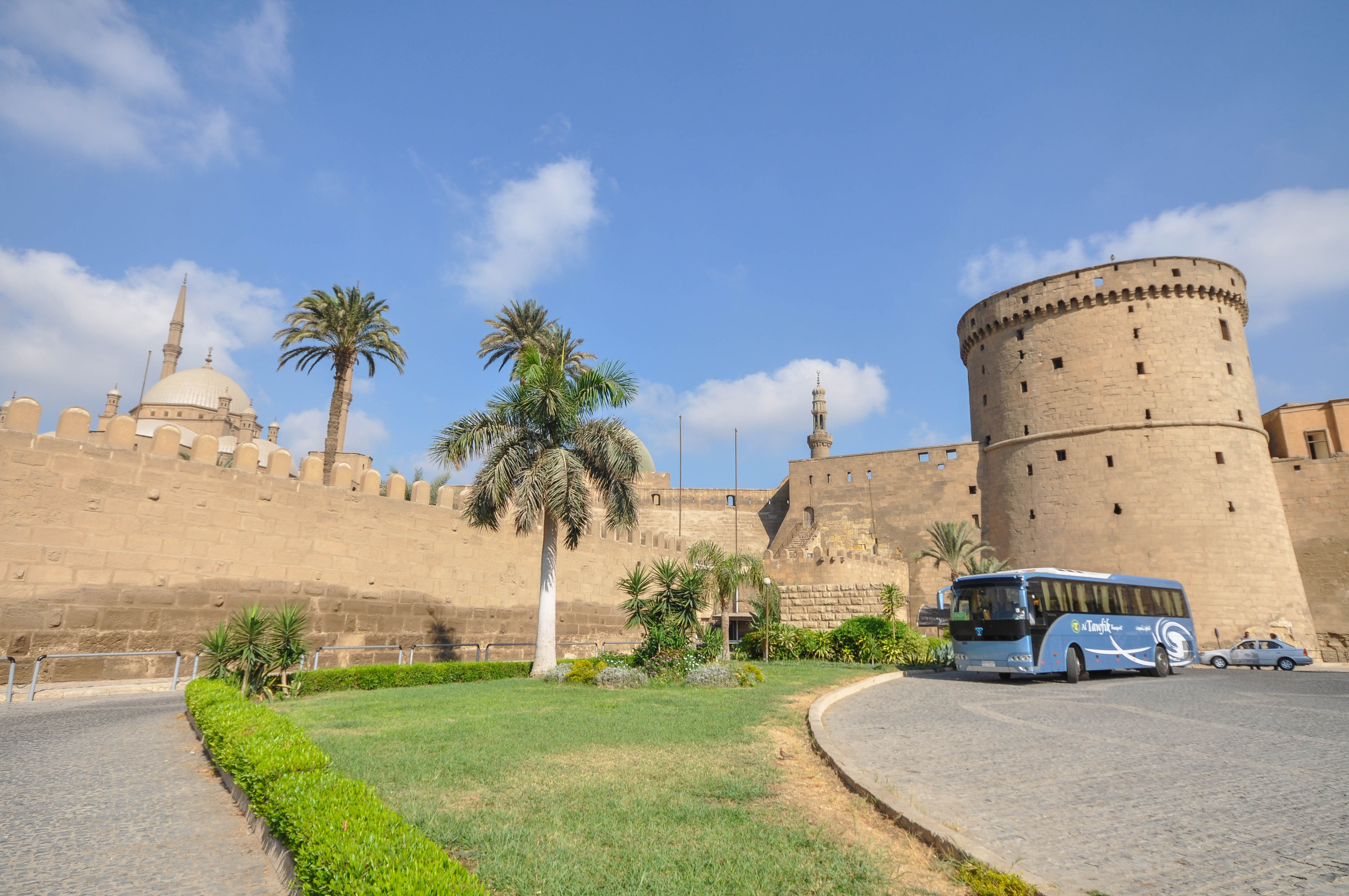
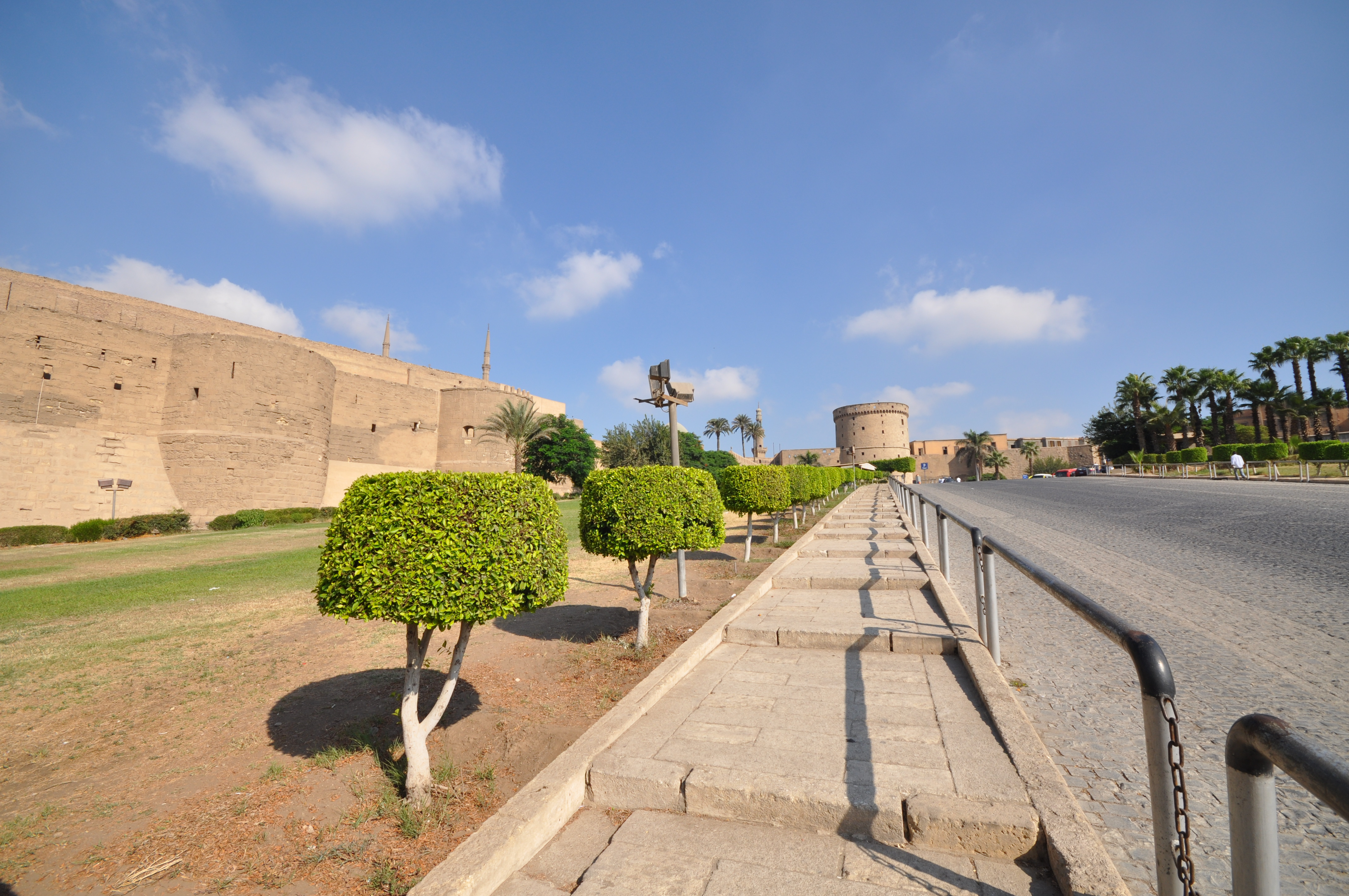
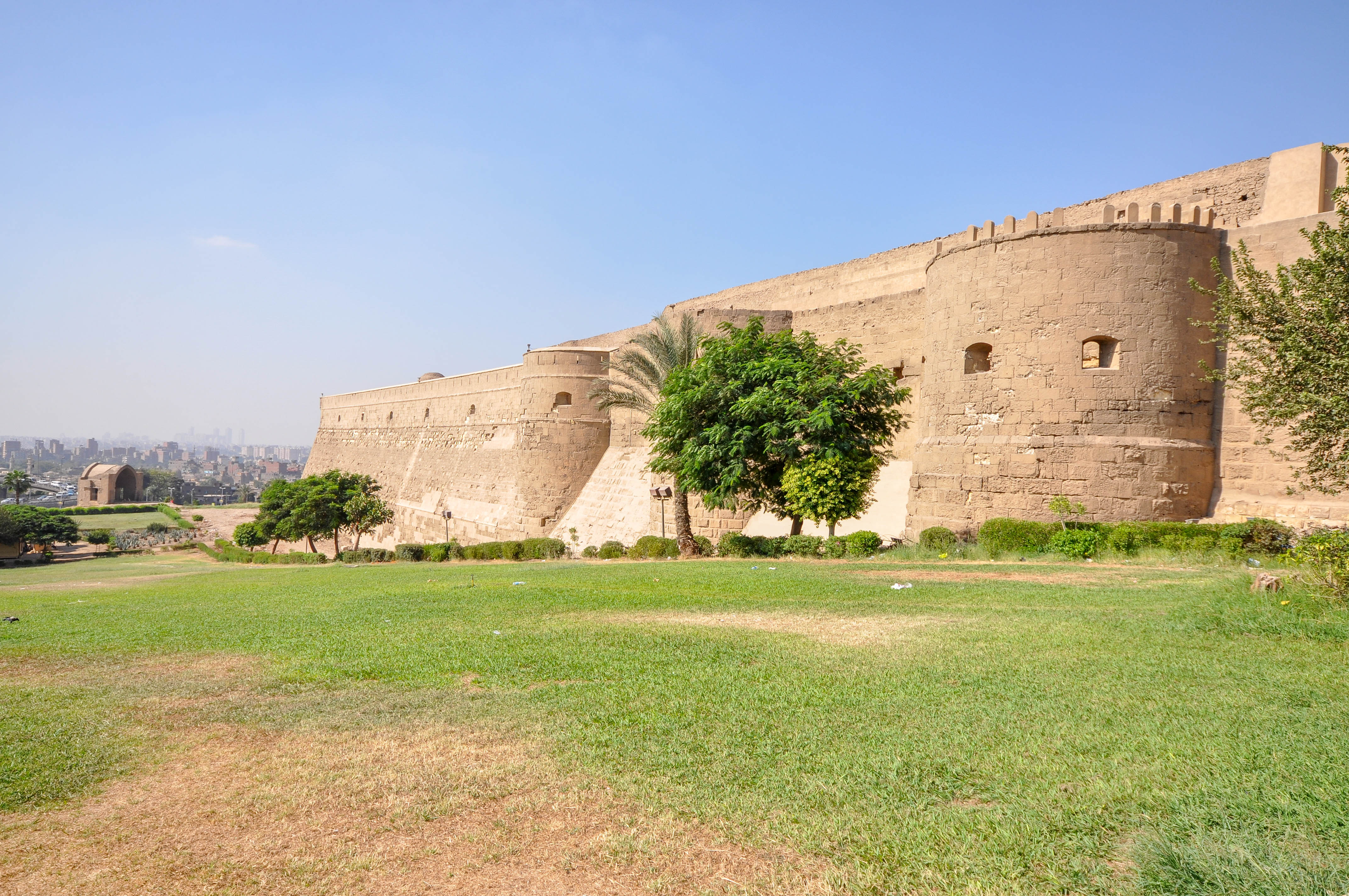
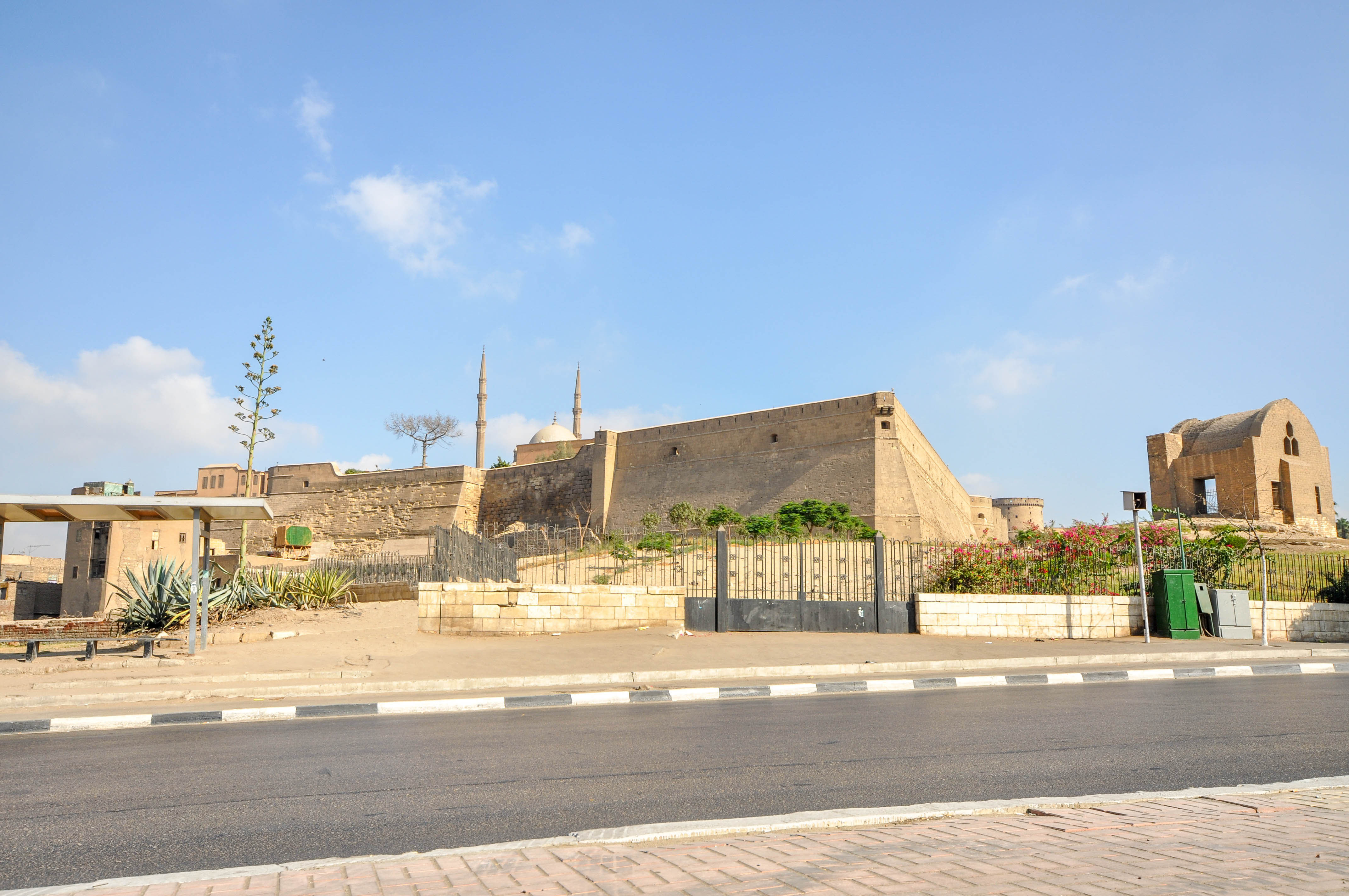
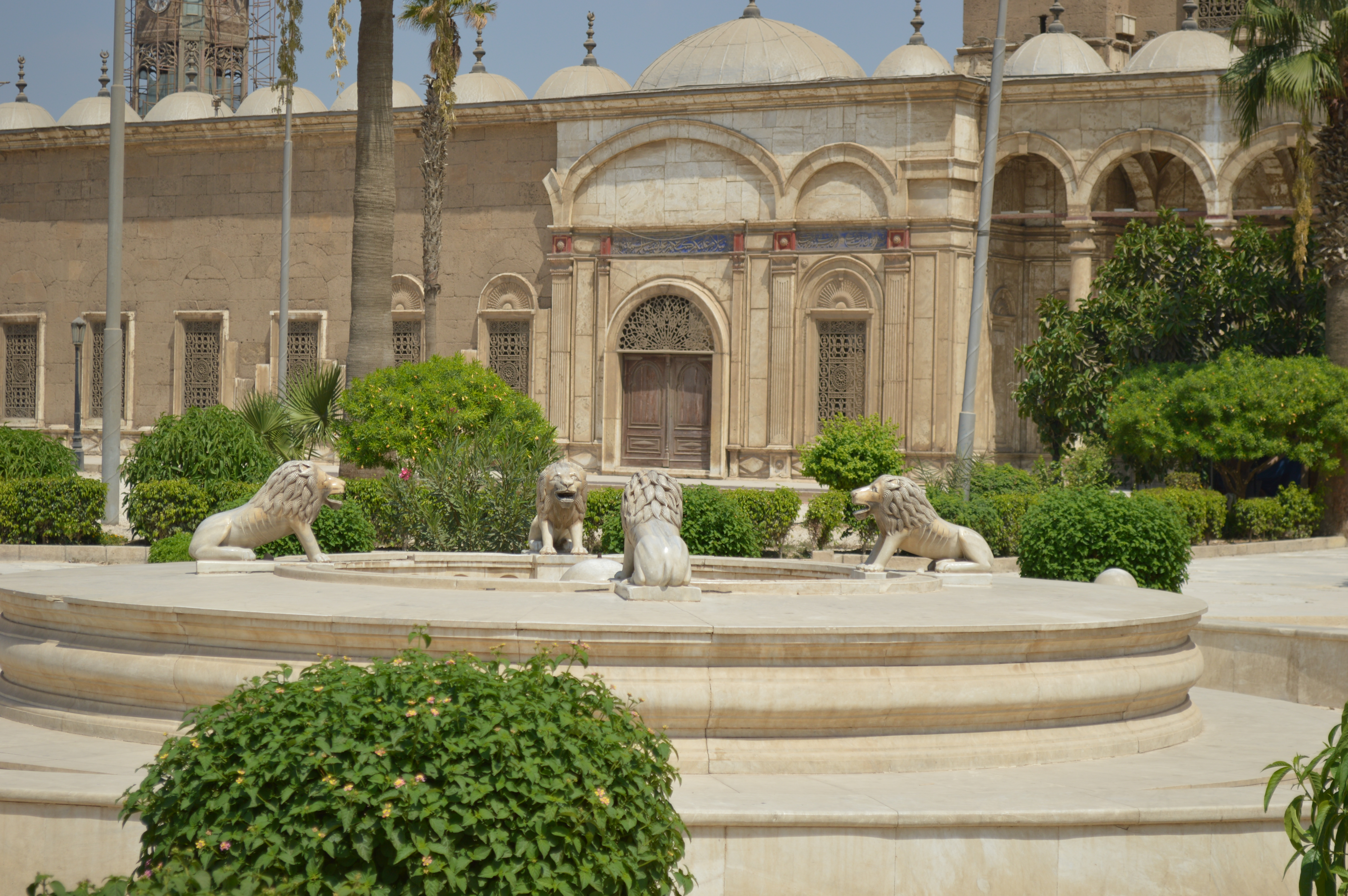
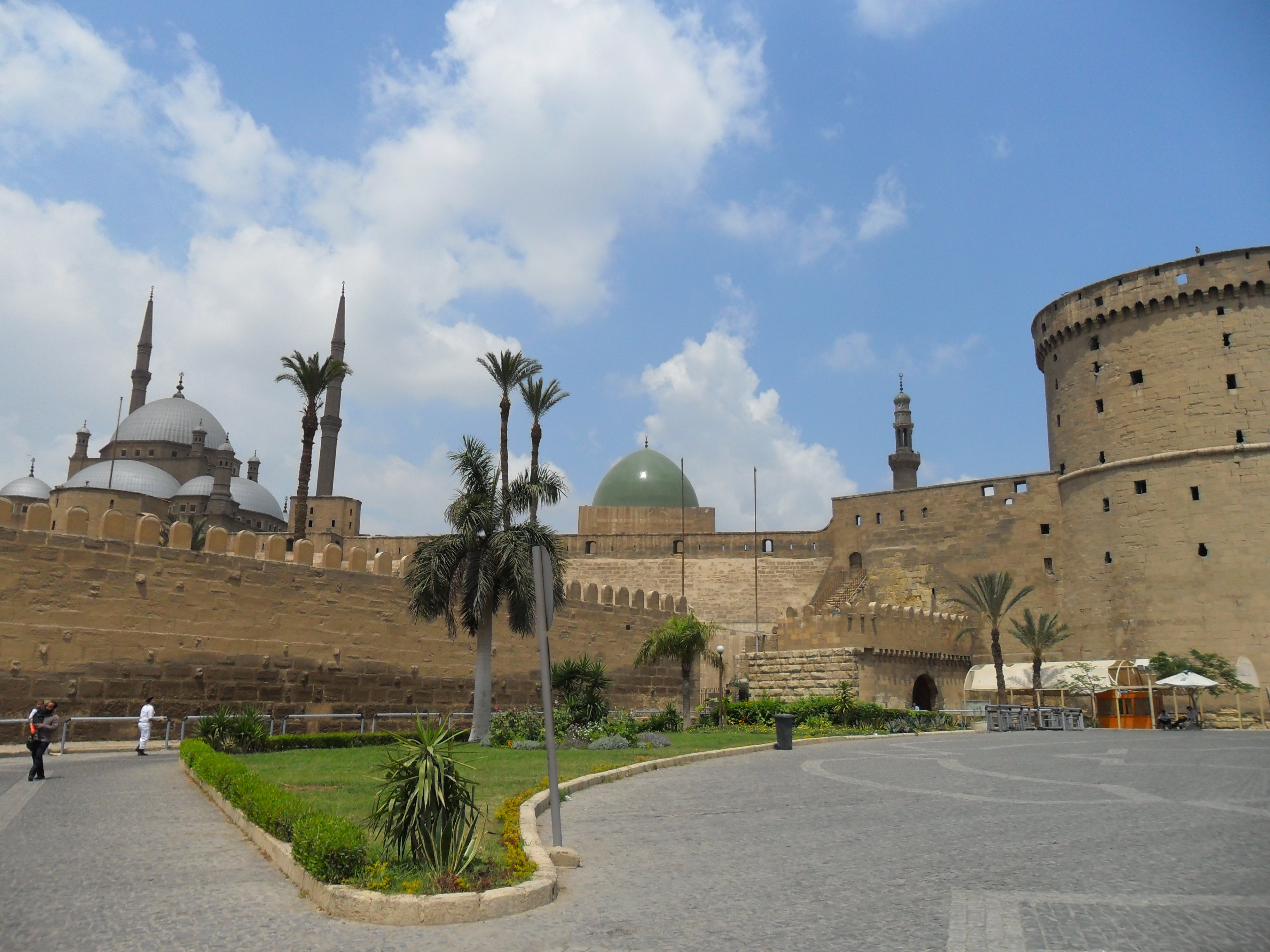
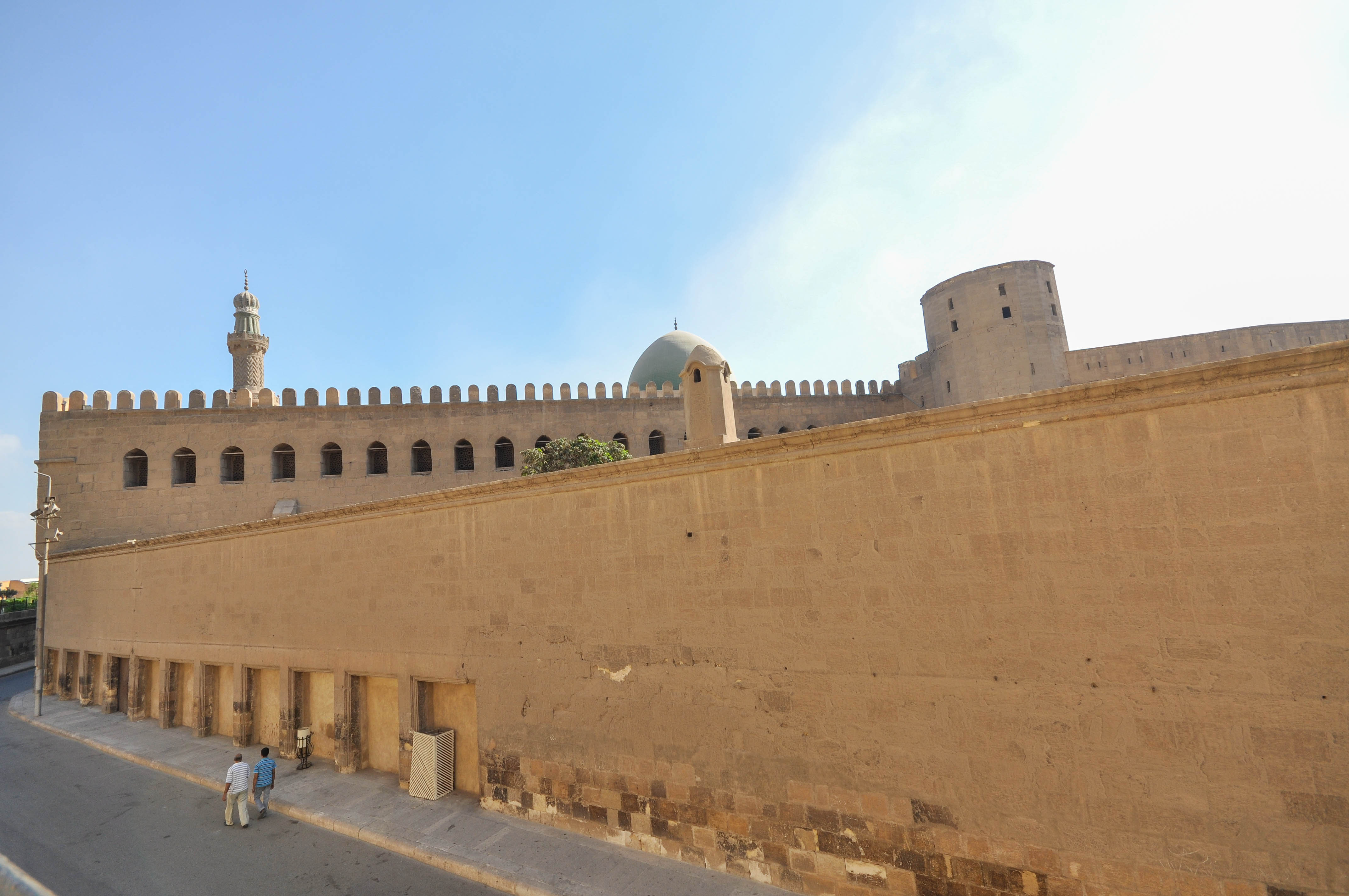
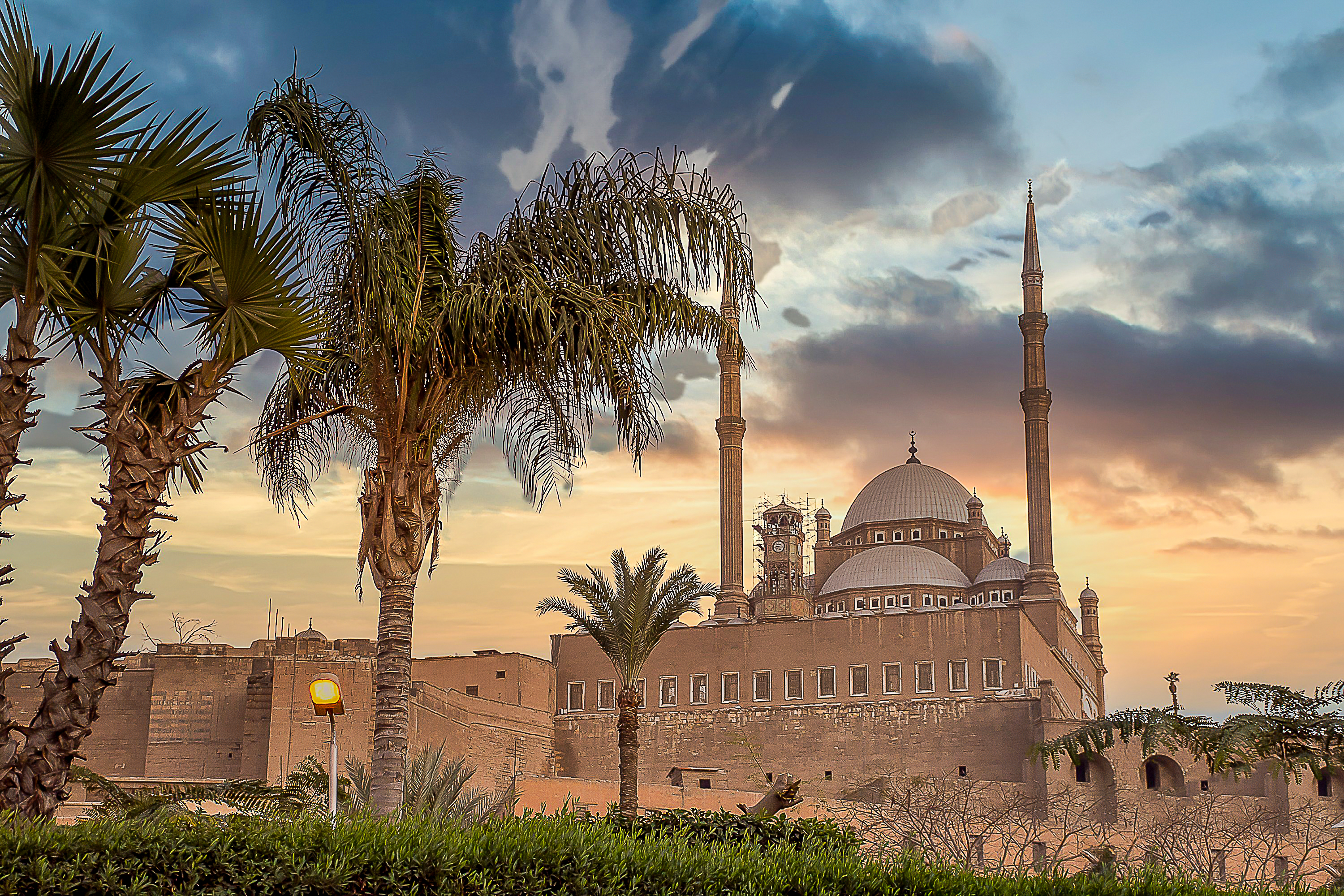
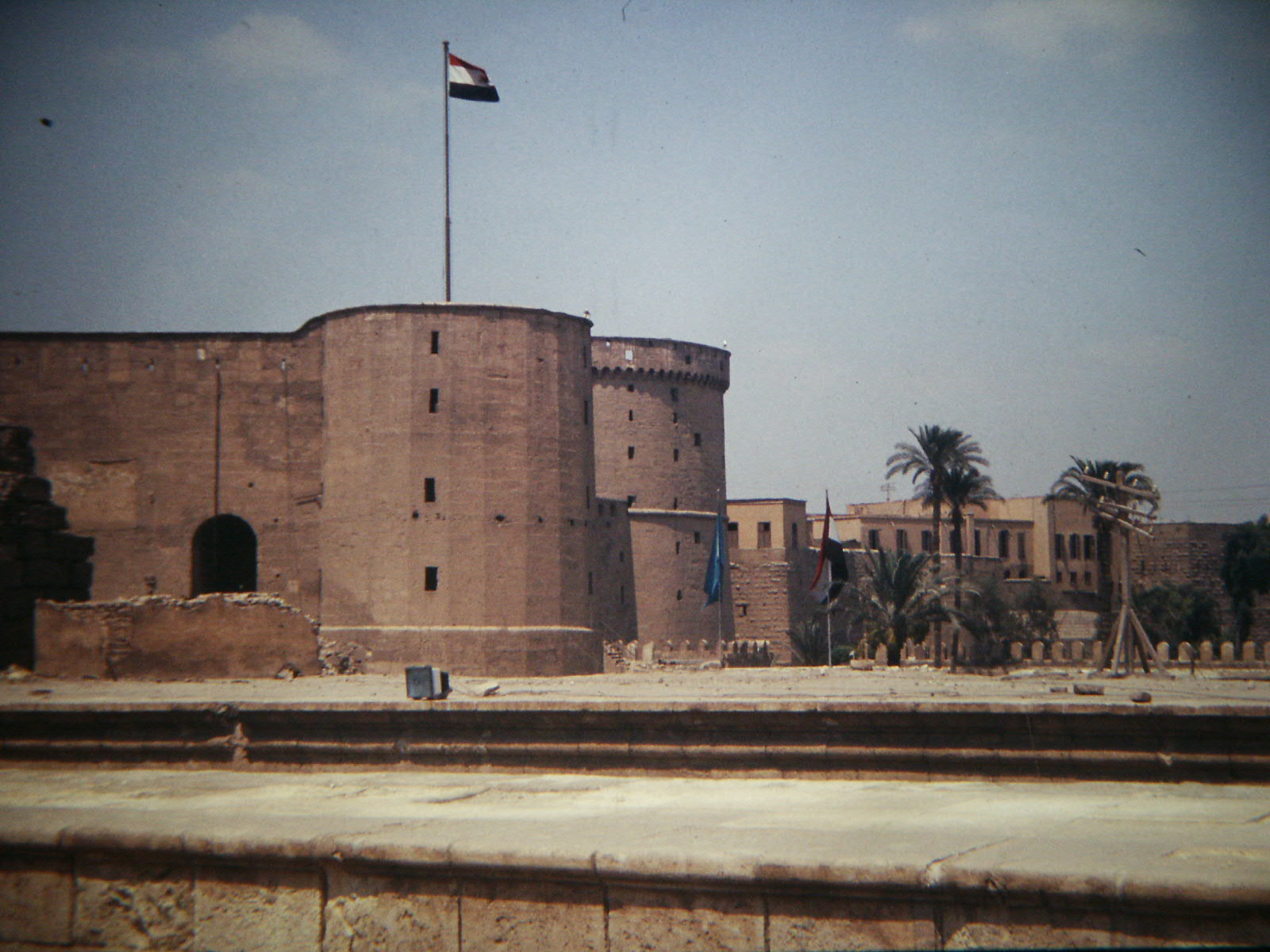
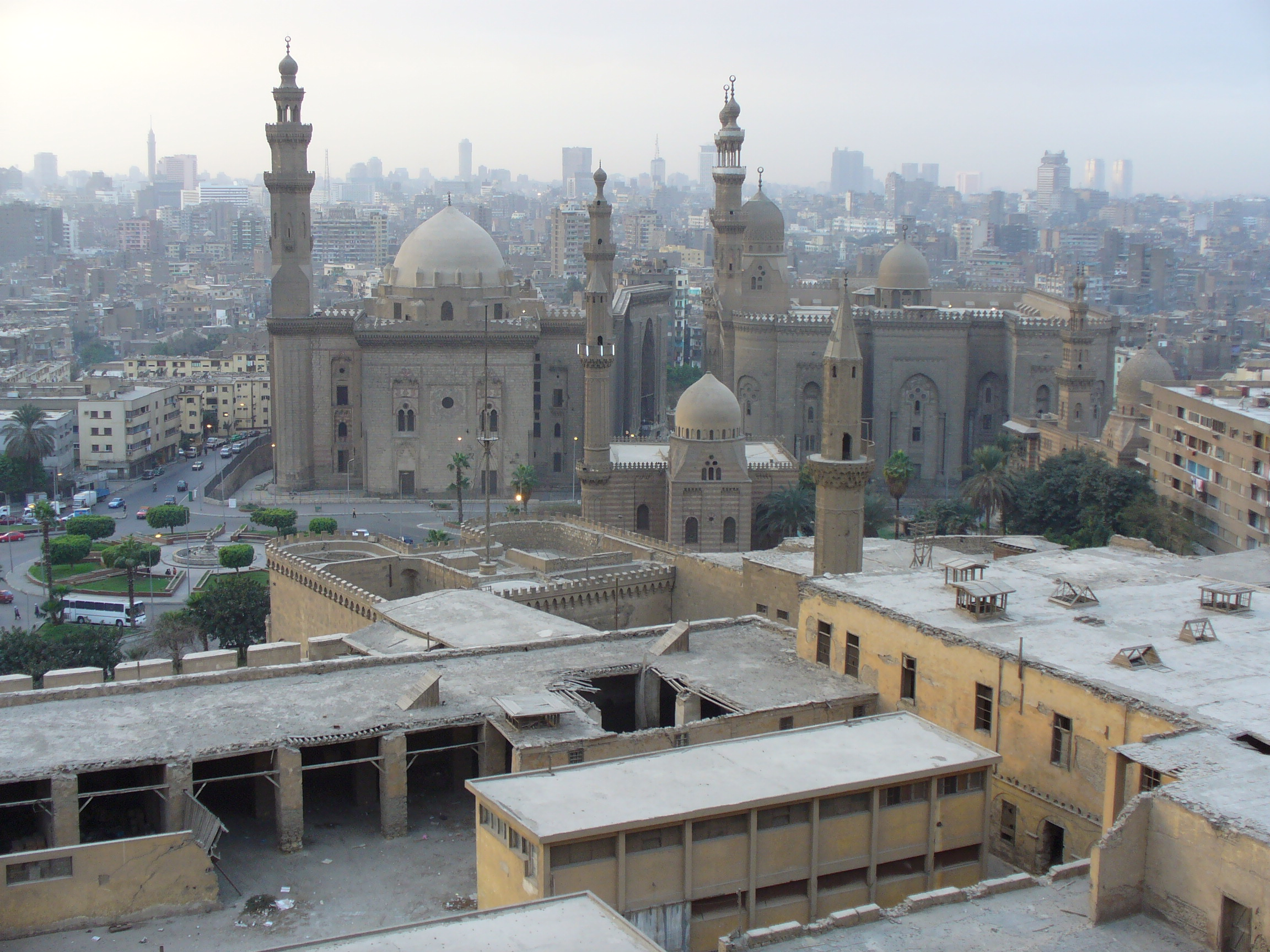
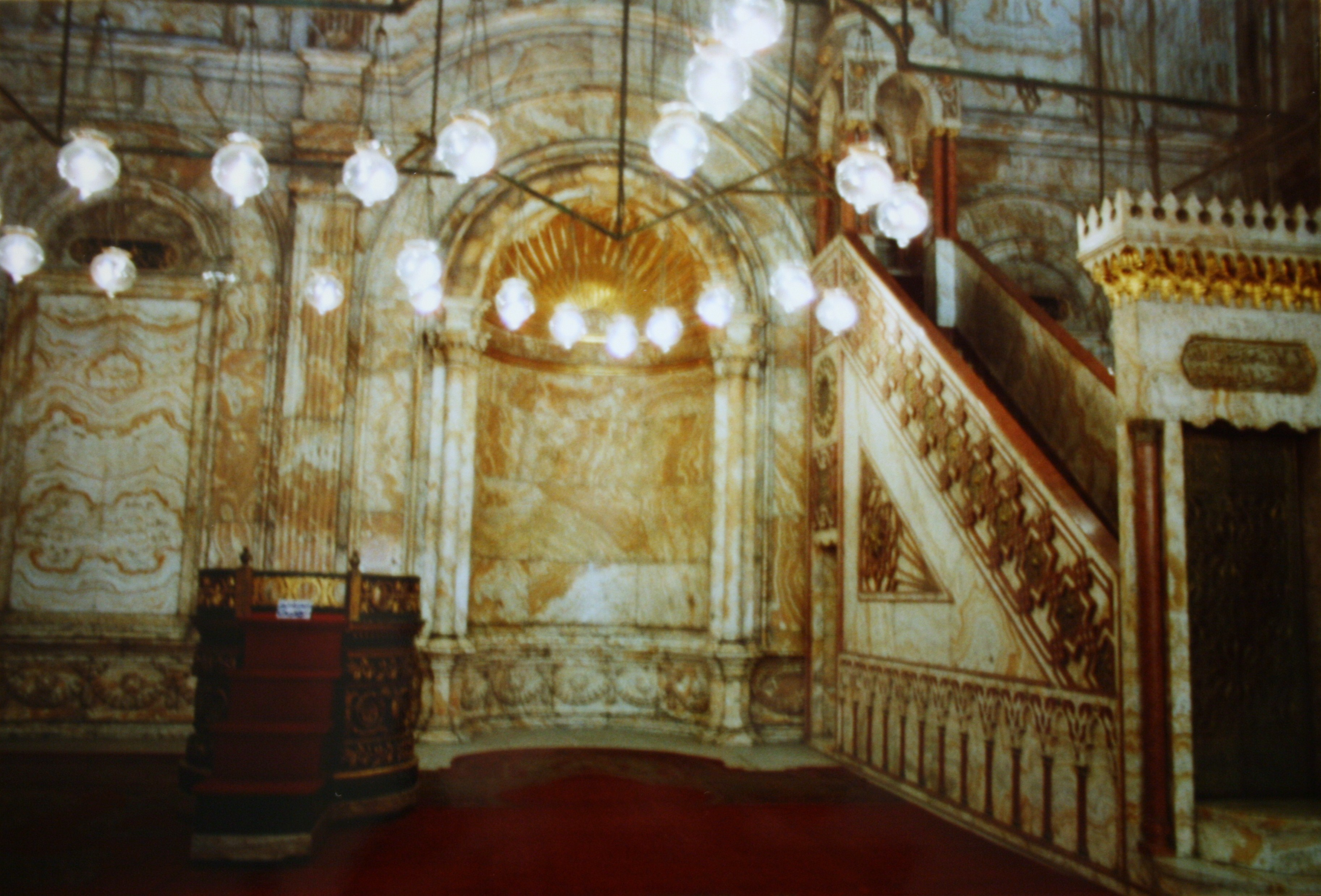
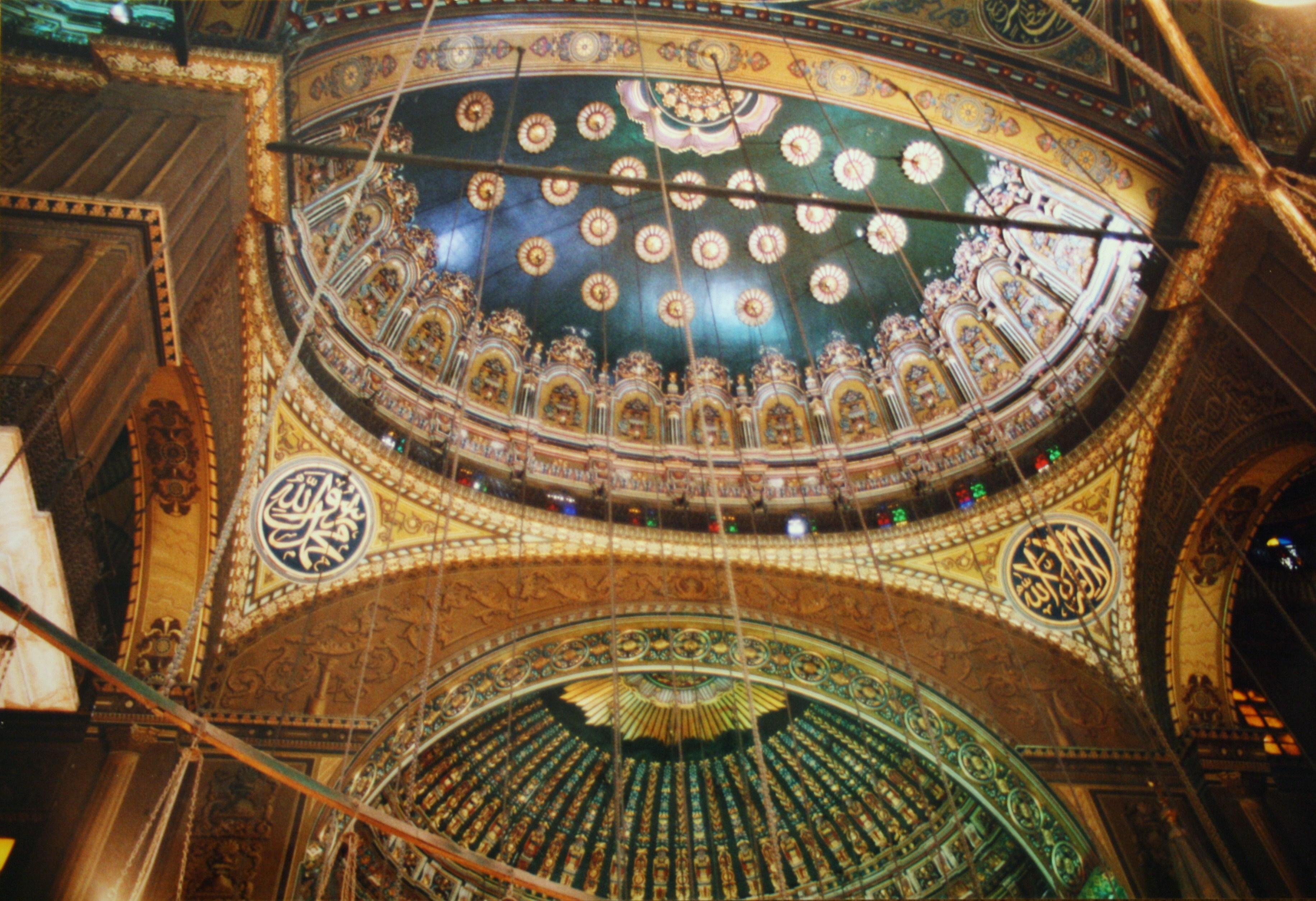
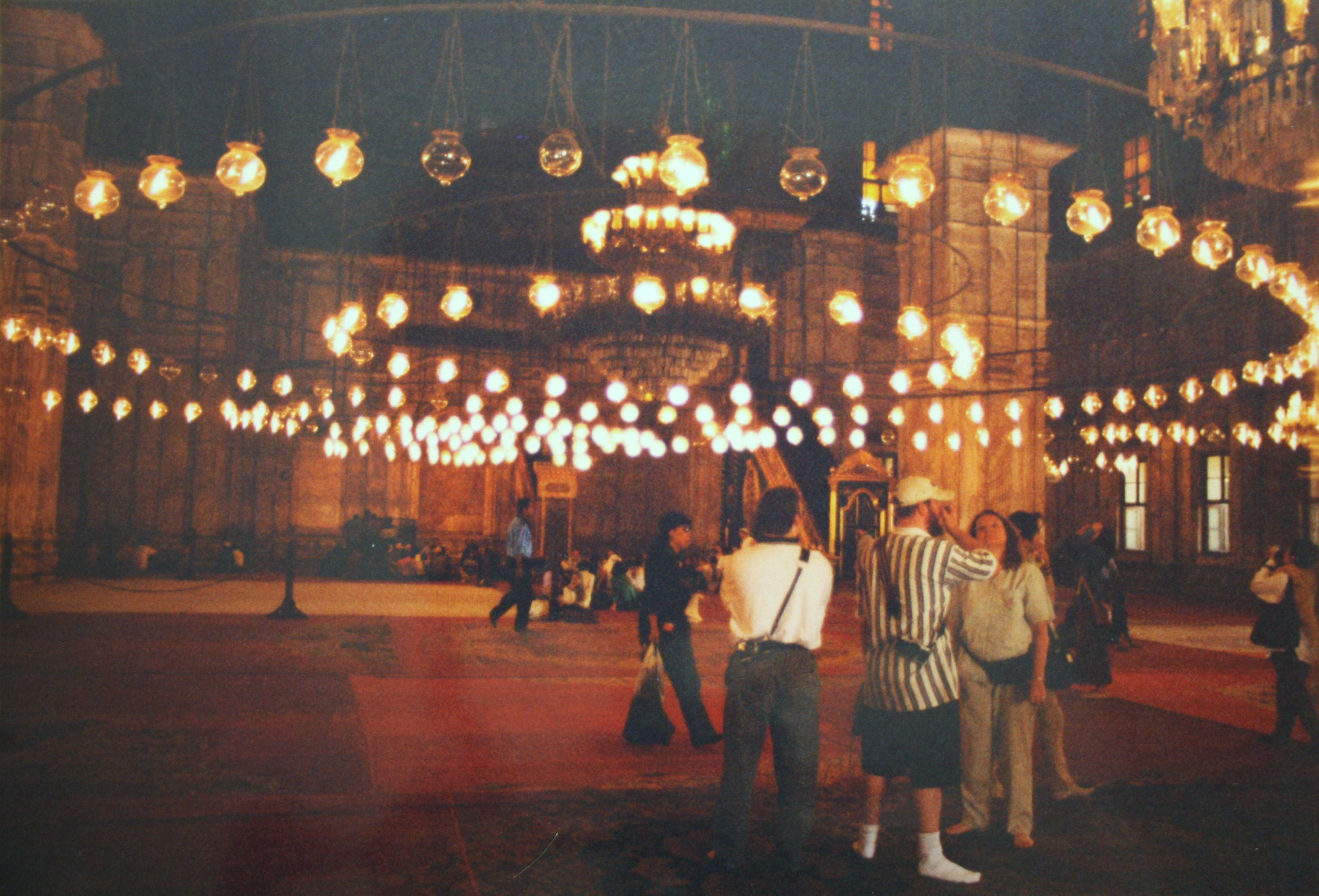